# Tonton Susanto
Tonton Susanto  (né le 24 septembre 1972) est un coureur cycliste indonésien.

## Palmarès
- 1997
  - 13e étape du Marlboro Tour
- 2000
  - 3e étape du Perlis Open (contre-la-montre)
- 2001
  - 2e du Perlis Open
- 2002
  -  Médaillé d'argent au championnat d'Asie du contre-la-montre
- 2005
  - Tour de Jakarta
  -  Médaillé d'argent du contre-la-montre aux Jeux d'Asie du Sud-Est
- 2007
  -  Médaillé d'argent du contre-la-montre aux Jeux d'Asie du Sud-Est
  - 2e du Tour de Thaïlande
- 2008
  - Classement général du Jelajah Malaysia
  - 1re étape du Tour de Java oriental
- 2009
  -  Médaillé d'argent du contre-la-montre aux Jeux d'Asie du Sud-Est
  - 8e du championnat d'Asie du contre-la-montre
- 2011
  -  Médaillé d'or du contre-la-montre aux Jeux d'Asie du Sud-Est

## Classements mondiaux
| Année         | 2006 | 2007 | 2008 | 2009 | 2010 | 2011 | 2012 |
| ------------- | ---- | ---- | ---- | ---- | ---- | ---- | ---- |
| UCI Asia Tour | 154e | 108e | 11e  | 69e  | 255e |      | 109e |